# Département de General Manuel Belgrano (Misiones)
Pour les articles homonymes, voir Département de General Belgrano.
Le département de General Manuel Belgrano est une des 17 subdivisions de la province de Misiones, en Argentine. Son chef-lieu est la ville de Bernardo de Irigoyen.
Le département a une superficie de 3 331 km2. Sa population s'élevait à 33 488 habitants, selon le recensement de 2001 (INDEC).